# Rebbie Jackson
Maureen Reillette "Rebbie" Jackson (/ˈriːbi ˈdʒæksən/ , sinh ngày 29 tháng 5 năm 1950) là một ca sĩ người Mỹ. Bà là người con cả trong gia đình Jackson và là chị của nam ca sĩ Michael Jackson.

## Danh sách album
| Năm  | Album                                                                              | Xếp hạng cao nhất | Xếp hạng cao nhất | Doanh số tiêu thụ quốc tế |
| Năm  | Album                                                                              | Mỹ Top 200        | Mỹ R&B            | Doanh số tiêu thụ quốc tế |
| ---- | ---------------------------------------------------------------------------------- | ----------------- | ----------------- | ------------------------- |
| 1984 | Centipede - Phát hành: ngày 10 tháng 10 năm 1984 - Hãng đĩa: CBS Records           | 63                | 13                |                           |
| 1986 | Reaction - Phát hành: ngày 9 tháng 3 năm 1986 - Hãng đĩa: CBS Records              | 54                | 6                 |                           |
| 1988 | R U Tuff Enuff - Phát hành: ngày 12 tháng 7 năm 1988 - Hãng đĩa: CBS Records       | —                 | 58                | 300.000 bản               |
| 1998 | Yours Faithfully - Phát hành: ngày 31 tháng 3 năm 1998 - Hãng đĩa: MJJ Productions | 28                | 67                |                           |